# Nick Libett
Lynn Nicholas „Nick“ Libett (* 9. Dezember 1945 in Stratford, Ontario) ist ein ehemaliger kanadischer Eishockeyspieler, der in seiner aktiven Zeit von 1963 bis 1981 unter anderem für die Detroit Red Wings und Pittsburgh Penguins in der National Hockey League spielte. 

## Karriere

### National
Nick Libett begann seine Karriere als Eishockeyspieler bei den Hamilton Red Wings, für die er von 1963 bis 1966 in der kanadischen Juniorenliga Ontario Hockey Association aktiv war. In der Saison 1963/64 gab der Flügelspieler zudem sein Debüt im professionellen Eishockey für die Indianapolis Capitals/Cincinnati Wings aus der Central Professional Hockey League. Gegen Ende der Saison 1965/66 wechselte er zu den Memphis Wings aus der CPHL, für die er auch in der folgenden Spielzeit antrat. In der Saison 1967/68 lief er erstmals für die Detroit Red Wings in der National Hockey League auf. Parallel kam er jedoch weiterhin in der CPHL für die Fort Worth Wings sowie in der Western Hockey League für die San Diego Gulls zum Einsatz. Von 1968 bis 1979 war der Kanadier einer der Führungsspieler bei den Detroit Red Wings. Er selbst nahm am NHL All-Star Game 1977 teil. Am 3. August 1979 wurde er im Tausch gegen Pete Mahovlich innerhalb der NHL zu den Pittsburgh Penguins transferiert, bei denen er 1981 im Alter von 35 Jahren seine Karriere beendete. 

### International
Für Kanada nahm Libett an der Weltmeisterschaft 1979 teil.

## Erfolge und Auszeichnungen
- 1977 Teilnahme am NHL All-Star Game